# Alexis Arias
Aléxis Arias (Bellavista, Callao, Perú, 13 de diciembre de 1995) es un futbolista peruano. Juega como centrocampista por el Foot Ball Club Melgar de la Liga 1 de Perú. Es internacional absoluto con la selección peruana desde el 2019.

## Trayectoria
Se inició en las inferiores del Sport Boys y luego pasó a Esther as en el Twente holandés.  Fue pedido en el F. B. C. Melgar por el entrenador Juan Reynoso en el 2014.
Inició su carrera en el Esther Grande de Bentín, en el año 2014 debutó como profesional con el F. B. C. Melgar. Aquel año atlernó en  6 partidos, siendo parte del equipo que clasificó a la Copa Sudamericana 2015.

## Selección nacional

### Selecciones menores
| Torneo                       | Categoría | Sede    | Resultado      | Partidos | Goles |
| ---------------------------- | --------- | ------- | -------------- | -------- | ----- |
| Juegos Panamericanos de 2015 | Sub-23    | Toronto | Fase de grupos | 2        | 0     |

### Selección absoluta
Participaciones en Copa América
| Torneo            | Sede   | Resultado    | Partidos | Goles | Asist. |
| ----------------- | ------ | ------------ | -------- | ----- | ------ |
| Copa América 2021 | Brasil | Cuarto lugar | 1        | 0     | 0      |

#### Partidos con la selección absoluta
| \| PJ \| Fecha \| Ciudad \| Local \| Resultado \| Visitante \| Competición \| Goles \| \| -- \| ---------- \| ---------------- \| ------- \| --------- \| ----------- \| ---------------------------- \| ----- \| \| 1. \| 26-03-2019 \| Washington D. C. \| Perú \| 0-2 \| El Salvador \| Amistoso \| - \| \| 2. \| 08-06-2021 \| Quito \| Ecuador \| 1-2 \| Perú \| Clasificatorias Mundial 2022 \| - \| \| 3. \| 17-06-2021 \| Río de Janeiro \| Brasil \| 4-0 \| Perú \| Copa América 2021 \| - \| \| 4. \| 16-11-2022 \| Lima \| Perú \| 1-0 \| Paraguay \| Amistoso \| - \| \| 5. \| 19-11-2022 \| Arequipa \| Perú \| 1-0 \| Bolivia \| Amistoso \| - \| |            |                  |         |           |             |                              |       |
| PJ | Fecha      | Ciudad           | Local   | Resultado | Visitante   | Competición                  | Goles |
| 1. | 26-03-2019 | Washington D. C. | Perú    | 0-2       | El Salvador | Amistoso                     | -     |
| 2. | 08-06-2021 | Quito            | Ecuador | 1-2       | Perú        | Clasificatorias Mundial 2022 | -     |
| 3. | 17-06-2021 | Río de Janeiro   | Brasil  | 4-0       | Perú        | Copa América 2021            | -     |
| 4. | 16-11-2022 | Lima             | Perú    | 1-0       | Paraguay    | Amistoso                     | -     |
| 5. | 19-11-2022 | Arequipa         | Perú    | 1-0       | Bolivia     | Amistoso                     | -     |

## Estadísticas

### Clubes
| Club | Div.          | Temporada     | Liga  | Liga  | Liga   | Copas(1)     | Copas(1)     | Copas(1)     | internacionales(2) | internacionales(2) | internacionales(2) | Total | Total | Total  | Prom. · |
| Club | Div.          | Temporada     | Part. | Goles | Asist. | Part.        | Goles        | Asist.       | Part.              | Goles              | Asist.             | Part. | Goles | Asist. | Prom. · |
| --- | ------------- | ------------- | ----- | ----- | ------ | ------------ | ------------ | ------------ | ------------------ | ------------------ | ------------------ | ----- | ----- | ------ | ------- |
| FBC Melgar · Perú | 1.ª           | 2014          | 6     | 0     | 0      | 0            | 0            | 0            | Inexistentes       | Inexistentes       | Inexistentes       | 6     | 0     | 0      | 0.00    |
| FBC Melgar · Perú | 1.ª           | 2015          | 24    | 1     | 6      | 9            | 1            | 0            | 2                  | 0                  | 0                  | 35    | 2     | 6      | 0.06    |
| FBC Melgar · Perú | 1.ª           | 2016          | 22    | 2     | 2      | Inexistentes | Inexistentes | Inexistentes | 6                  | 0                  | 0                  | 28    | 2     | 2      | 0.07    |
| FBC Melgar · Perú | 1.ª           | 2017          | 38    | 2     | 3      | Inexistentes | Inexistentes | Inexistentes | 3                  | 0                  | 0                  | 41    | 2     | 3      | 0.05    |
| FBC Melgar · Perú | 1.ª           | 2018          | 41    | 5     | 4      | Inexistentes | Inexistentes | Inexistentes | 2                  | 0                  | 0                  | 43    | 5     | 4      | 0.12    |
| FBC Melgar · Perú | 1.ª           | 2019          | 25    | 3     | 5      | 4            | 1            | 0            | 12                 | 1                  | 1                  | 41    | 5     | 6      | 0.12    |
| FBC Melgar · Perú | 1.ª           | 2020          | 24    | 1     | 3      | Inexistentes | Inexistentes | Inexistentes | 2                  | 0                  | 0                  | 26    | 1     | 3      | 0.04    |
| FBC Melgar · Perú | 1.ª           | 2021          | 25    | 2     | 5      | 0            | 0            | 0            | 7                  | 1                  | 2                  | 32    | 3     | 7      | 0.09    |
| FBC Melgar · Perú | 1.ª           | 2022          | 39    | 1     | 6      | Inexistentes | Inexistentes | Inexistentes | 14                 | 0                  | 0                  | 53    | 1     | 6      | 0.02    |
| FBC Melgar · Perú | 1.ª           | 2023          | 34    | 1     | 0      | Inexistentes | Inexistentes | Inexistentes | 5                  | 0                  | 0                  | 39    | 1     | 0      | 0.03    |
| FBC Melgar · Perú | 1.ª           | 2024          | 19    | 1     | 1      | Inexistentes | Inexistentes | Inexistentes | 2                  | 0                  | 0                  | 21    | 1     | 1      | 0.05    |
| FBC Melgar · Perú | 1.ª           | 2025          | 0     | 0     | 0      | 0            | 0            | 0            | 0                  | 0                  | 0                  | 0     | 0     | 0      | 0       |
| FBC Melgar · Perú | Total club    | Total club    | 297   | 19    | 35     | 13           | 2            | 0            | 55                 | 2                  | 3                  | 365   | 23    | 38     | 0.06    |
| Total carrera | Total carrera | Total carrera | 297   | 19    | 35     | 13           | 2            | 0            | 55                 | 2                  | 3                  | 365   | 23    | 38     | 0.06    |
| (1) Incluye datos de Torneo del Inca y Copa Bicentenario. (2) Incluye datos de Copa Libertadores y Copa Sudamericana. (3) No incluye goles en partidos amistosos. |               |               |       |       |        |              |              |              |                    |                    |                    |       |       |        |         |

### Selecciones
- Actualizado el 19 de noviembre de 2022.

| Selección | Temporada     | Amistosos | Amistosos | Amistosos | Sudamérica(1) | Sudamérica(1) | Sudamérica(1) | Mundial | Mundial | Mundial | Total | Total | Total  | Promedio |
| Selección | Temporada     | Part.     | Goles     | Asist.    | Part.         | Goles         | Asist.        | Part.   | Goles   | Asist.  | Part. | Goles | Asist. | Promedio |
| --- | ------------- | --------- | --------- | --------- | ------------- | ------------- | ------------- | ------- | ------- | ------- | ----- | ----- | ------ | -------- |
| Sub-22 · Perú | 2015          | 3         | 2         | 0         | 2             | 0             | 0             | —       | —       | —       | 5     | 2     | 0      | 0.40     |
| Sub-22 · Perú | Total         | 3         | 2         | 0         | 2             | 0             | 0             | 0       | 0       | 0       | 5     | 2     | 0      | 0.40     |
| Adulta · Perú | 2019          | 1         | 0         | 0         | —             | —             | —             | —       | —       | —       | 1     | 0     | 0      | 0.00     |
| Adulta · Perú | 2021          | —         | —         | —         | 2             | 0             | 0             | —       | —       | —       | 2     | 0     | 0      | 0.00     |
| Adulta · Perú | 2022          | 2         | 0         | 0         | —             | —             | —             | —       | —       | —       | 2     | 0     | 0      | 0.00     |
| Adulta · Perú | Total         | 3         | 0         | 0         | 2             | 0             | 0             | 0       | 0       | 0       | 5     | 0     | 0      | 0.00     |
| Total carrera | Total carrera | 6         | 2         | 0         | 4             | 0             | 0             | 0       | 0       | 0       | 10    | 2     | 0      | 0.20     |
| (1) Incluye los partidos del Panamericanos Sub-22 (2015) / Copa América (2021) / Clasificatorias Sudamericanas (2021-). |               |           |           |           |               |               |               |         |         |         |       |       |        |          |

### Resumen estadístico
| Competición                  | Partidos | Goles | Promedio | Asistencias | Promedio | Goles y asistencias | Promedio |
| ---------------------------- | -------- | ----- | -------- | ----------- | -------- | ------------------- | -------- |
| Primera División             | 297      | 19    | 0.06     | 35          | 0.12     | 54                  | 0.18     |
| Copas nacionales             | 13       | 2     | 0.15     | 0           | 0.00     | 2                   | 0.15     |
| Copas internacionales        | 55       | 2     | 0.04     | 3           | 0.05     | 5                   | 0.09     |
| Copas internacionales sub-20 | 3        | 1     | 0.33     | 0           | 0.00     | 1                   | 0.33     |
| Selección adulta             | 5        | 0     | 0.00     | 0           | 0.00     | 0                   | 0.00     |
| Selección sub-22             | 5        | 2     | 0.40     | 0           | 0.00     | 2                   | 0.40     |
| Total                        | 378      | 26    | 0.07     | 38          | 0.10     | 64                  | 0.17     |

## Palmarés

### Campeonatos nacionales
| Título                        | Club            | País | Año  |
| ----------------------------- | --------------- | ---- | ---- |
| Torneo de Promoción y Reserva | F. B. C. Melgar | Perú | 2014 |
| Torneo Clausura               | F. B. C. Melgar | Perú | 2015 |
| Primera División del Perú     | F. B. C. Melgar | Perú | 2015 |
| Torneo de Verano              | F. B. C. Melgar | Perú | 2017 |
| Torneo Clausura               | F. B. C. Melgar | Perú | 2018 |
| Torneo Apertura               | F. B. C. Melgar | Perú | 2022 |

### Distinciones individuales
| Distinción                                                                                            | Año  |
| --- | ---- |
| Incluido en el equipo ideal del Campeonato Descentralizado según el portal periodístico DeChalaca.com | 2015 |
| Once Ideal de la Primera División 2015                                                                | 2015 |
| Incluido en el equipo ideal del Torneo de Verano de Perú según DeChalaca.com                          | 2017 |
| Incluido en el mejor once del Campeonato Descentralizado según la SAFAP                               | 2018 |
| Nominado a mejor jugador del Campeonato Descentralizado según la SAFAP                                | 2018 |
| Nominado a mediocampista del año en el Campeonato Descentralizado según la ADFP                       | 2018 |
| Mejor once de la Liga 1 según la SAFAP                                                                | 2019 |
| Preseleccionado como volante en el mejor once de la Liga 1 según la SAFAP                             | 2021 |